# Amilaga fenisecalis
Amilaga fenisecalis är en fjärilsart som beskrevs av Pieter Cornelius Tobias Snellen 1880. Amilaga fenisecalis ingår i släktet Amilaga och familjen nattflyn. Inga underarter finns listade i Catalogue of Life.